# Jezioro Szczytnowskie
Jezioro Szczytnowskie – jezioro rynnowe, polodowcowe położone na Pojezierzu Kujawskim w gminie Choceń. Przez zbiornik przepływa rzeka Chodeczka. 
Na brzegu jeziora, m.in. w miejscowościach Piotrowo i Uklejnica znajdują się plaże z kąpieliskiem, sezonowe zaplecze gastronomiczne oraz zespół zabudowy letniskowej.

## Morfometria
Według danych Instytutu Rybactwa Śródlądowego powierzchnia zwierciadła wody jeziora wynosi 67,7 ha. Średnia głębokość zbiornika wodnego to 9,2 m, a maksymalna – 18,6 m. Objętość jeziora wynosi 6226,9 tys. m³. Maksymalna długość jeziora to 2150 m, a szerokość 475 m. Długość linii brzegowej wynosi 5100 m. Lustro wody znajduje się na wysokości 96 m n.p.m.